# Спидкабелинг

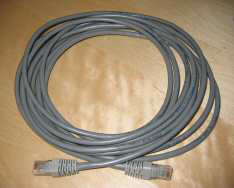

Спидкабелинг (англ. speedcabling) — соревнование, в котором участникам необходимо распутать клубок из проводов и сетевых кабелей. Данные соревнования придуманы в США Стивеном Школьном. Издание BBC обозначало данную активность, как спорт.   

## Правила
В стандартных правилах участникам предлагается распутать клубок из шести или двенадцати спутанных кабелей 5 категории за кратчайшее время. Спутываются два или четыре красных 7-футовых, синих 14-футовых и жёлтых 21-футовых кабеля. Согласно правилам, кабели спутываются, образуя восьмерку и помещаясь в сушилку для белья на высокой температуре на три минуты. Затем им дают остыть. Автор данных соревнований утверждает, что это позволяет им достичь «естественного» спутывания. При этом кабели должны передавать сигнал после распутывания.  

## Соревнования
Первое соревнование по спидкабелингу состоялось в художественной галерее Machine Project в Лос-Анджелесе, Калифорния. Его выиграл местный веб-разработчик Мэтти Хауэлл. Его призом стал подарочный сертификат на 50 долларов на ужин в итальянском ресторане.
В 2008 году соревнования организовывались в Японии. 
На 2024 год неизвестно о проведении повторных соревнований. 